# Simulium rheophilum
Simulium rheophilum es una especie de insecto del género Simulium, familia Simuliidae, orden Diptera.
Fue descrita científicamente por Tan & Chow, 1976.